# Stora Stenskjulet

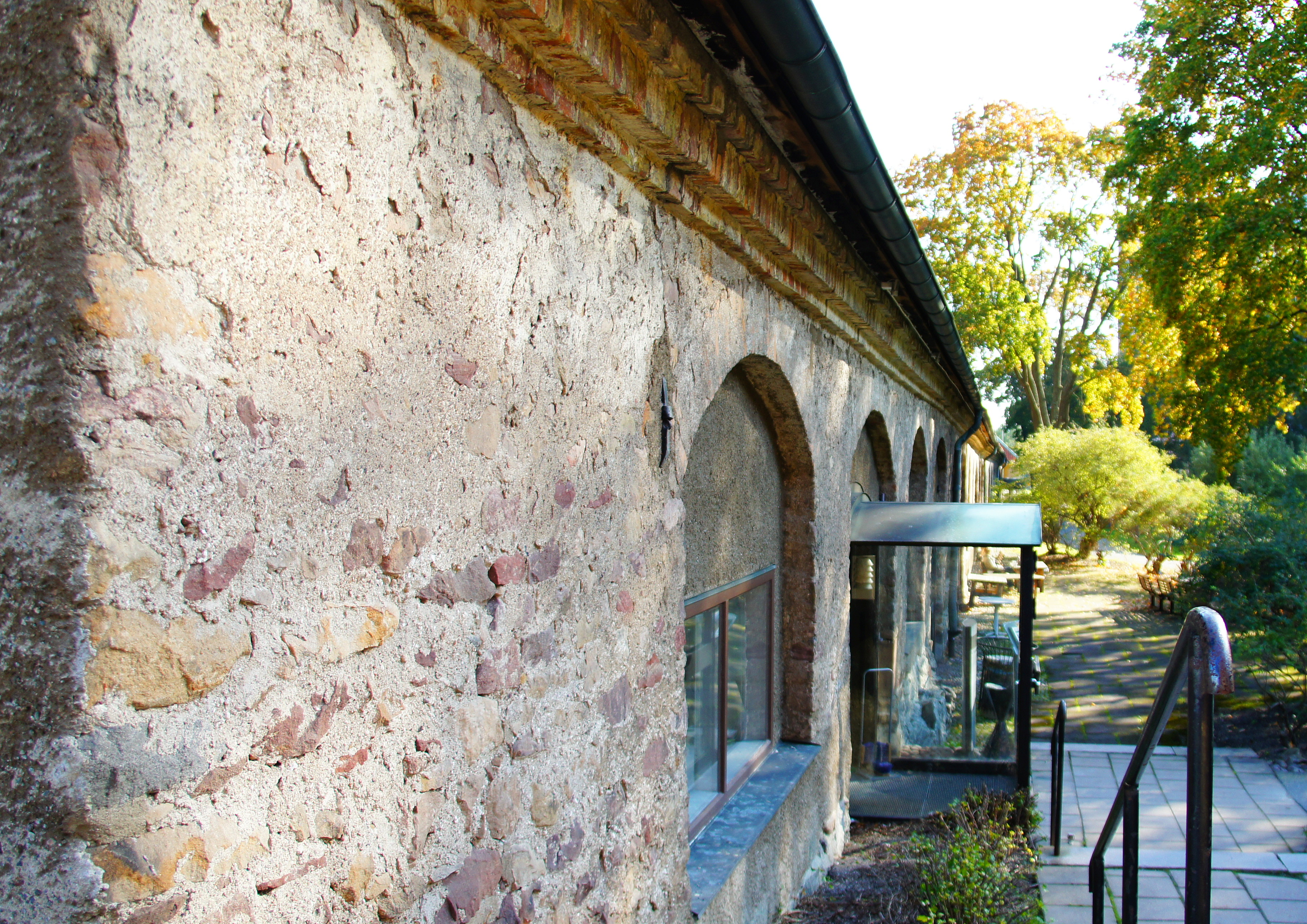
Stora Stenskjulet sett från norr, 2011.

Stora Stenskjulet är en kulturhistoriskt värdefull byggnad i kvarteret Förrådsbacken belägen mellan Radiohuset och TV-huset på Östermalm i Stockholm. Den historiska byggnaden från 1750-talet nyttjas idag av Sveriges Radio som restaurang och personalmatsal.

## Historik
Stora Stenskjulet uppfördes på 1750-talet som tygförråd efter ritningar av arkitekt Th. Cunningham. Med tygförråd avses tygmateriel, som är en militär benämning på vapen, ammunition, fordon och liknande. Skjulet på Förrådsbacken (tidigare namn Tyghantverkaren) användes under många år som kanonförråd och även som vagnslider. Byggnaden var en sorts centraldepå för den svenska kanontillverkningen från de stora styckebruken i exempelvis Eskilstuna, Skultuna, Ankarsrum och Bofors.
Stora Stenskjulet hade en enklare pendang i Stora Träskjulet som inramade Svea artilleriregementes laboratorium på västra sidan medan Stora Stenskjulet begränsade anläggningen i öster. Stora Träskjulet revs i slutet av 1800-talet, däremot fick Stora Stenskjulet stå kvar.

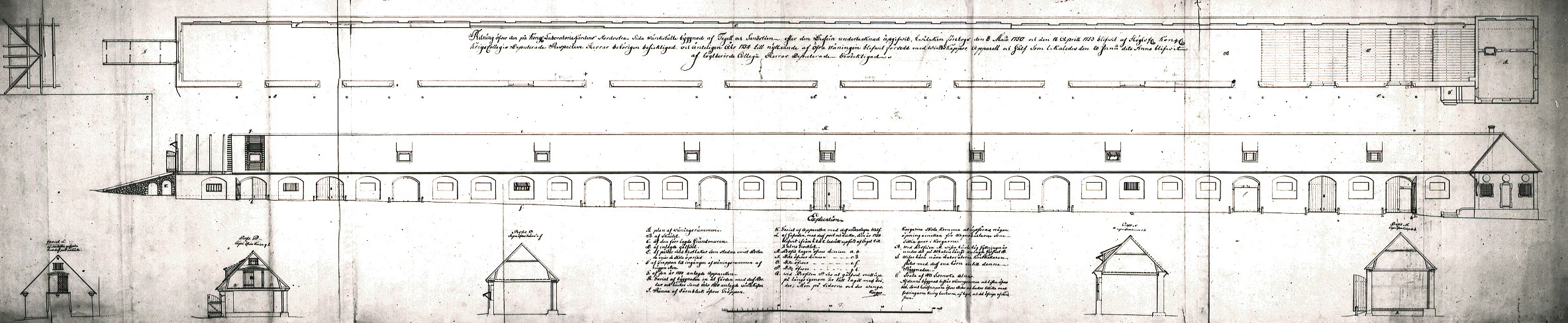
Stora Stenskjulet, plan (överst), västra fasaden (i mitten) och sektioner. Ritning av arkitekten Th. Cunningham, 4 april 1754.

### Byggnadsbeskrivning och ombyggnad

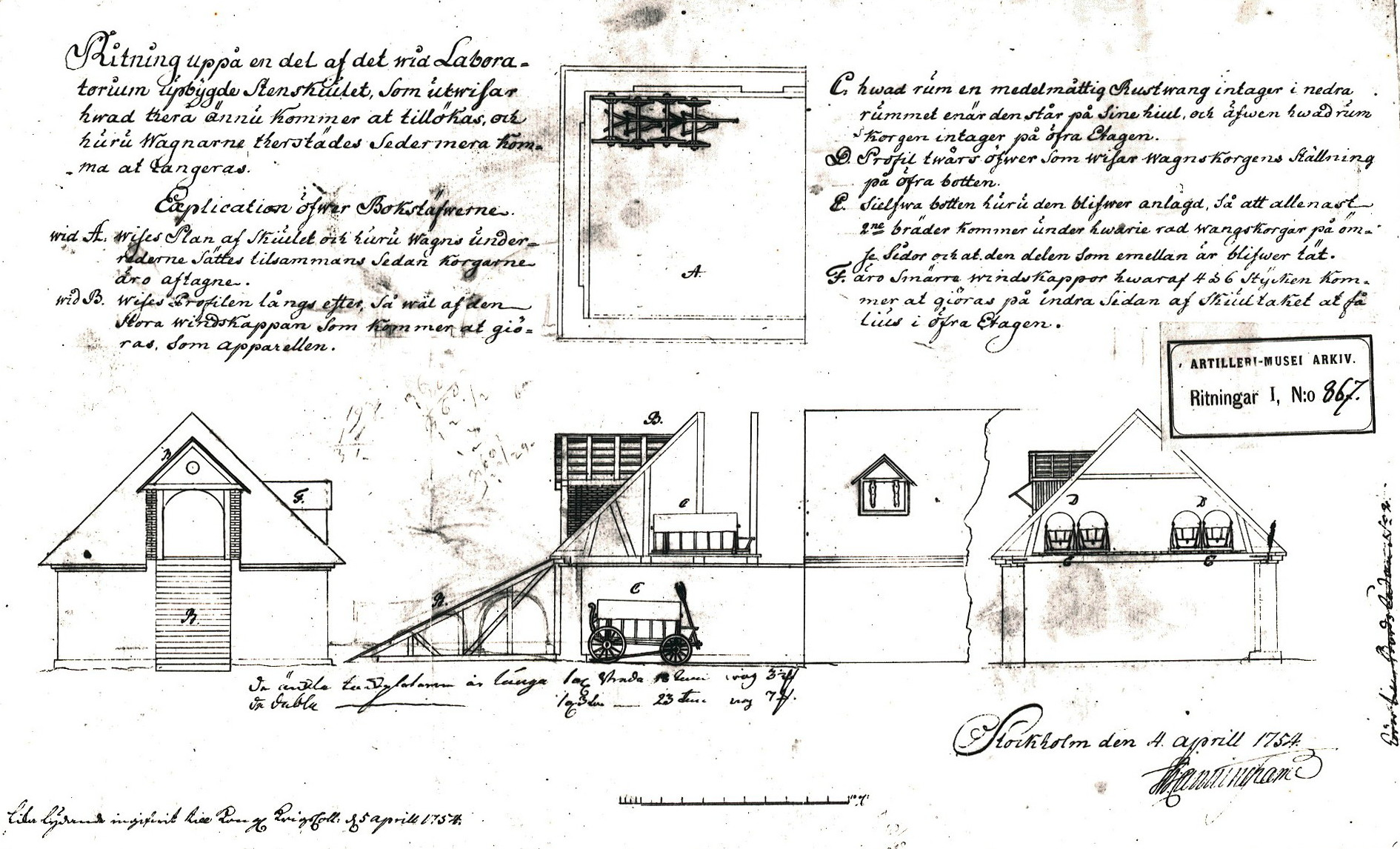
Detalj på ramp och vindsbjälklag, 1754.

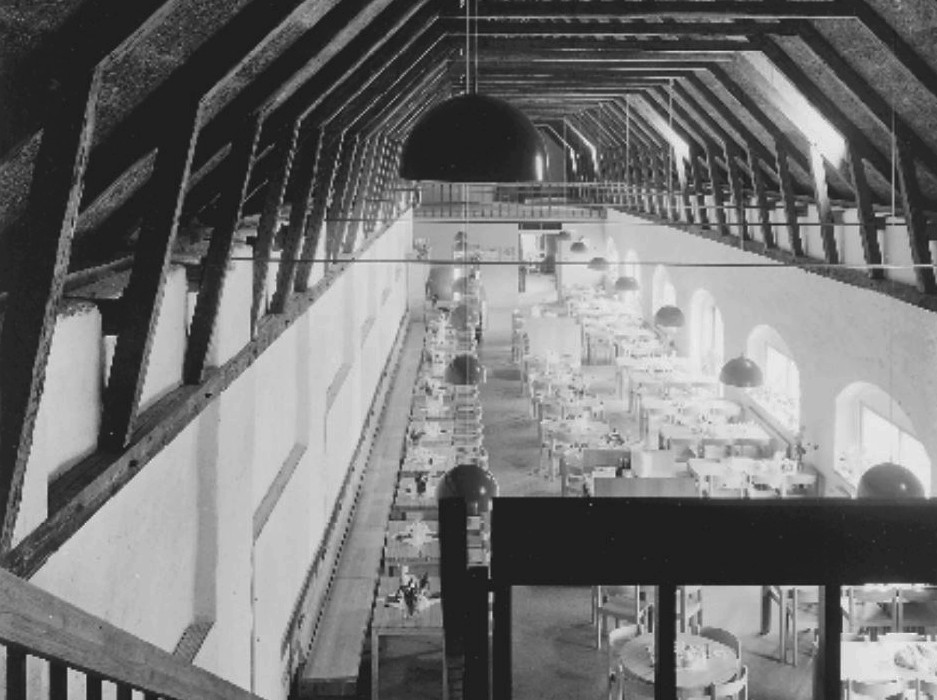
Interiör från matsalen, 1961.

Stenskjulet står i en svag södersluttning och är omkring 110 meter långt och cirka nio meter brett. Det rör sig om ett putsat stenhus i en våning med en lång rad portar och fönster i västra fasaden. Interiören var ett enda stort avlångt rum utan mellanväggar. För att utöka byggnadens användbara yta anordnades 1754 ett vindsbjälklag där vagnar via en ramp på norra gaveln kunde dras upp och magasineras där, dock med avtagna hjul. I bottenvåningen stod varnarna med påsatta hjul. För att få dagsljus till vinden byggdes även en rad takkupor.
I södra änden fanns till en början en liten lägenhet om ett rum och kammare som byggdes om och till, troligen under 1800-talet. Här bodde länge en vapenhantverkare med sin familj. De hade en trädgård och gick över Artillerikyrkogården när de skulle sin bostad. I våningen ovanpå bodde en annan civilanställd hantverkare med familj.
Arbetet med att inreda den gamla 1700-talsbyggnaden till personalrestaurang för Radiohusets medarbetare påbörjades 1959. Byggnaden var mycket illa åtgången när beslutet att göra den till personalrestaurang fattades men rivning kom inte i fråga eftersom huset var skyddat som byggnadsminne. Att ombygga Stenskjulet till personalmatsal innebar dels att man fann en lämplig användning för byggnaden, dels att personalen fick tillgång till en miljö som skilde sig markant från det nybyggda kontorshusets moderna interiör. Stenskjulet ombyggnad avslutades 1961. I de gamla portöppningarna insattes fönster och interiören ombyggdes helt, varvid även det gamla vindsbjälklaget avlägsnades och volymen öppnades upp med synliga takstolar. I huset inreddes två matsalar och kök. Matsalarna fick specialritade möbler som idag inte finns kvar. Ett mindre vindfång tillbyggdes på östra fasaden 1979. För utformning stod arkitekterna Erik Ahnborg och Sune Lindström på VBB som även ritat Radiohuset. Parken i anslutning till Stora Stenskjulet, känd som Radiohusparken, gestaltades av landskapsarkitekt Walter Bauer.

### Lagskydd och kulturhistorisk klassificering
Byggnaden var redan 1934 ett statligt byggnadsminne. Lagskyddet förnyades 1965 och är sedan 1996 registrerat som enskilt byggnadsminne. Huset är blåmärkt av Stadsmuseet i Stockholm, vilket är det starkaste skyddet och innebär "att bebyggelsen bedöms ha synnerligen höga kulturhistoriska värden". Området är inte längre tillgängligt för allmänheten eftersom det ingår i ett civilt skyddsobjekt omfattande Sveriges Radios och Sveriges Televisions byggnader.

### Bilder

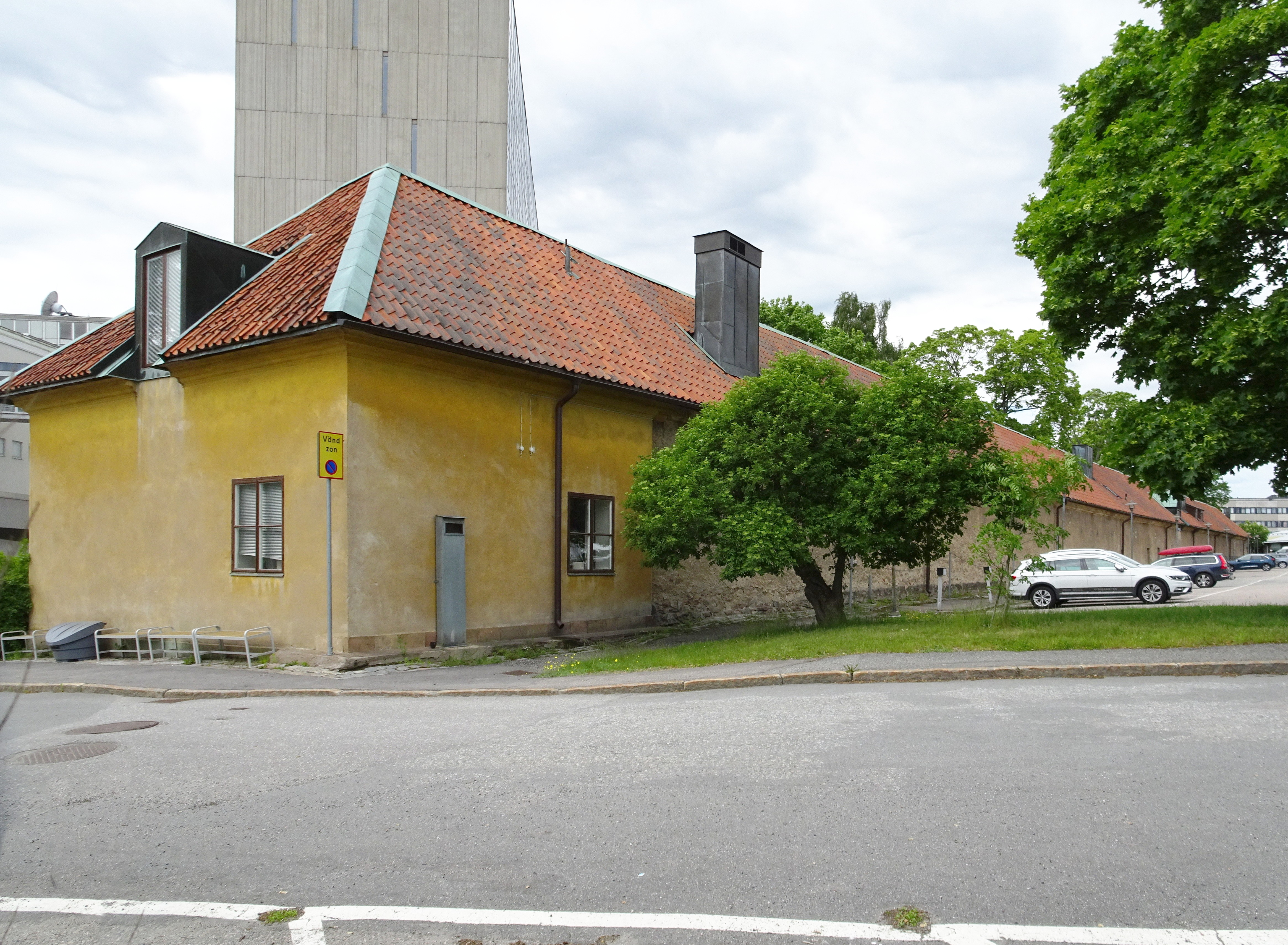
Västra långfasad från söder.
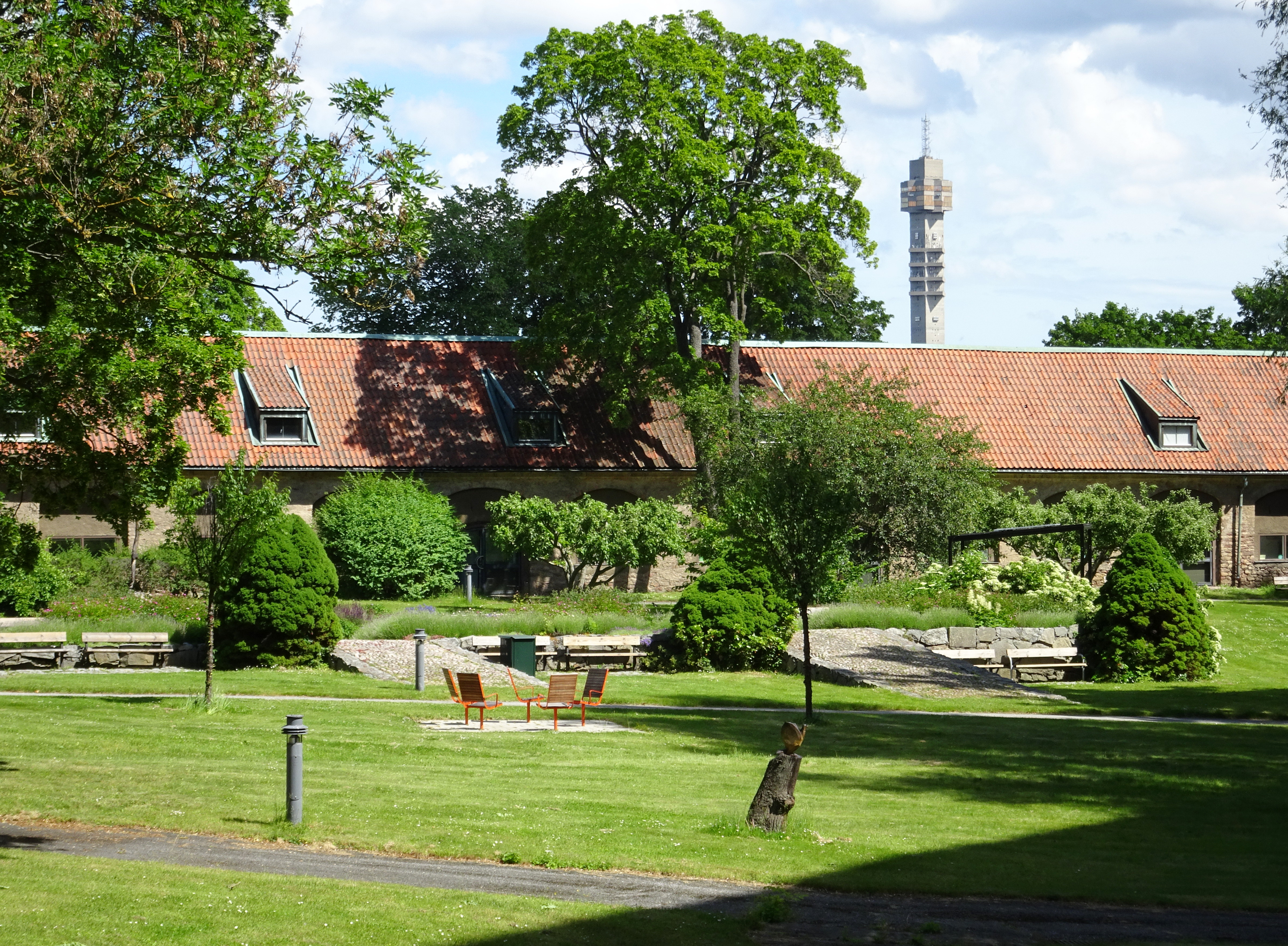
Fasad mot öster med Radiohusparken i förgrunden.
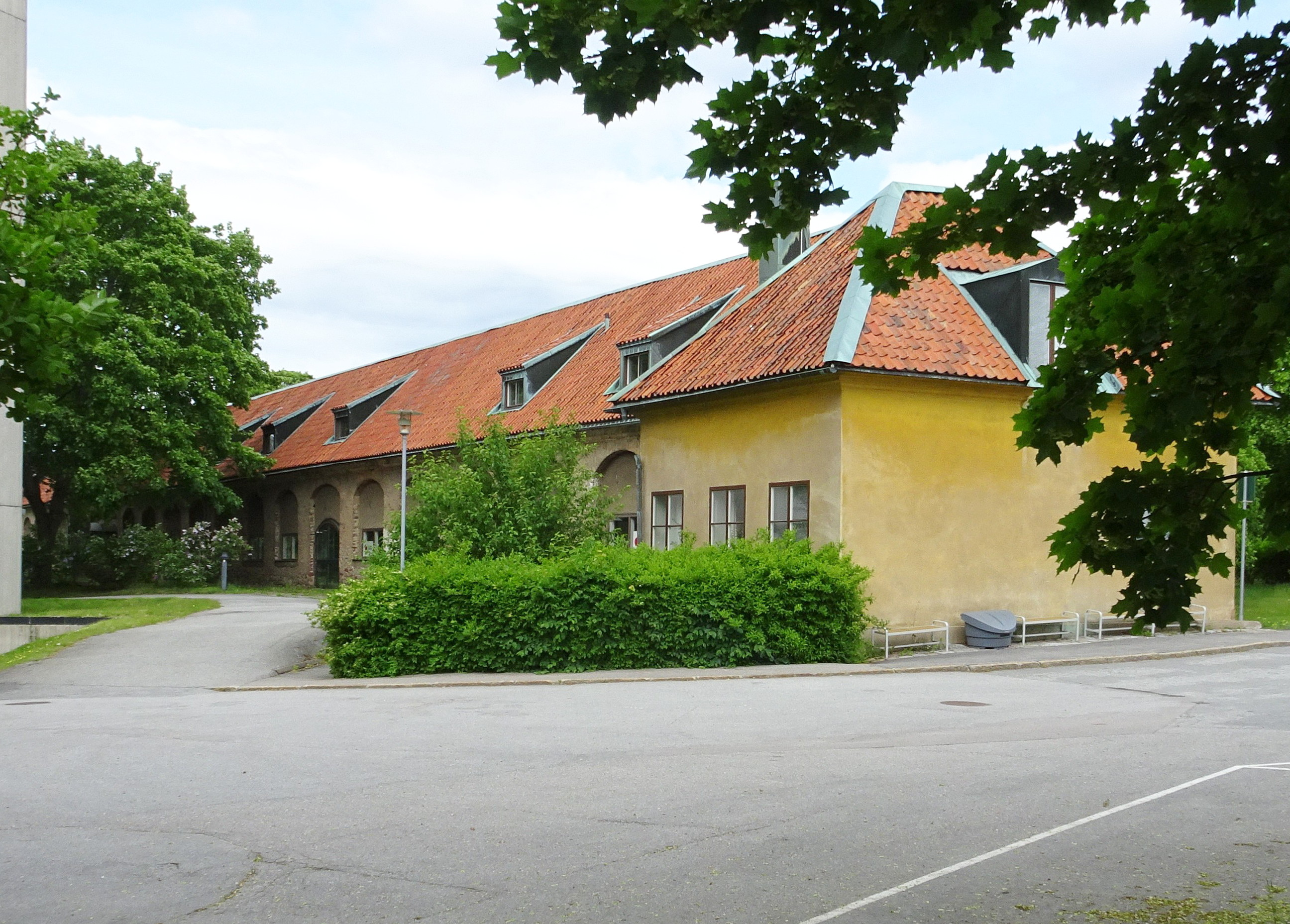
Östra fasaden med bostadshuset.

### Noter

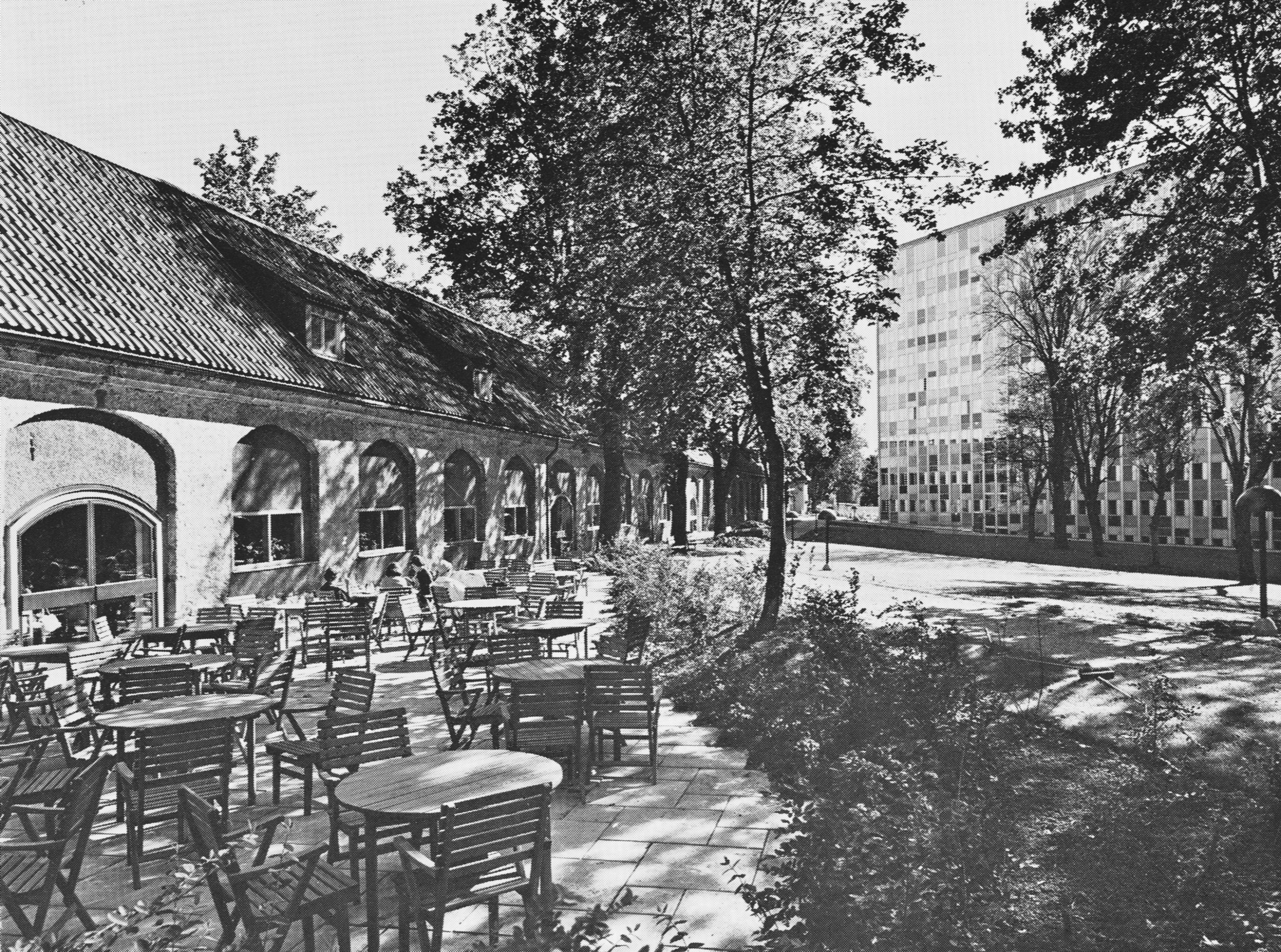
Stora Stenskjulets uteservering, 1961.